# Reitan Group
Reitan Group est une entreprise de distribution basée à Trondheim en Norvège.